# Gościeradz (Wielki Klincz)
Gościeradz (kaszb. Gòscerôdz) – część wsi Wielki Klincz w Polsce, położona w województwie pomorskim, w powiecie kościerskim, w gminie Kościerzyna, na Pojezierzu Kaszubskim. Wchodzi w skład sołectwa Wielki Klincz.
W latach 1975–1998 Gościeradz należał administracyjnie do województwa gdańskiego.

## Nazwy źródłowe miejscowości
kaszb. Gòseradz, niem. Goscheritz, Gusieradz (1820), Jaszeritz